# Naked Eye
«Naked Eye» es una canción del grupo de rock The Who, escrita por Pete Townshend. La versión de estudio fue lanzada en el álbum compilatorio del grupo llamado Odds & Sods en 1974. Posteriormente, el disco fue reeditado en 1998. Versiones en vivo aparecen en Live at the Isle of Wight Festival 1970, View from a Backstage Pass, Greatest Hits Live, Thirty Years of Maximum R&B y las dos reediciones del disco Who's Next.

## Origen
Una de las progresiones de los principales acordes en «Naked Eye» se remontan a la primavera y al verano de 1969 cuando la banda estaba de gira de su álbum Tommy. El riff de tres acordes (F6/9-Cadd9-G) era tocado algunas veces en versiones extendidas e improvisadas de «Magic Bus», y posteriormente durante« My Generation», como se puede oír en Live at Leeds. Finalmente, Townshend compuso la canción entera en torno a esa progresión rítmica.

## Grabación
La banda comenzó a grabar la canción en 1970 durante las sesiones para un álbum que finalmente fue abortado cuando Townshend comenzó a enfocarse en su ópera rock Lifehouse (en esas mismas sesiones de grabación, también se produjo «I Don’t Even Know Myself», «Water», «Postcard», and «Now I’m a Farmer»). Se completó finalmente en la primavera de 1971 durante las sesiones de Who's Next, que incluía varios temas originalmente destinados a Lifehouse. La evidencia de que la pieza había comenzado a grabarse, pero no había sido terminada puede ser escuchada en una actuación de la canción en la BBC en diciembre de 1970, en el que la banda dobla la canción. La versión de la edición remasterizada de Odds and Sods es más larga que el original, que había sido editada.

## En vivo
«Naked Eye» se estrenó en directo durante la gira estadounidense de la banda en junio-julio de 1970, generalmente como parte de medleys de larga duración en que la canción base era «My Generation». Estas versiones no incluyeron la tercera estrofa, que sólo se escuchó hasta 1971. La canción era tema habitual de las actuaciones en vivo del grupo en 1971 y 1972, nuevamemente entre «My Generation», y ya fue menos frecuente en 1973-74. Fue tocada en el último concierto de Keith Moon debido a su deceso, en el Madison Square Garden de New York el 11 de marzo de 1976. Desde entonces se ha llevado a cabo durante cada época de la existencia de la banda, aunque nunca con regularidad. Versiones de 1996-2000 cuentan con Roger Daltrey cantando el primer verso, mientras es acompañado de una guitarra acústica.
- Datos: Q3335358